# Liminha (produtor musical)
Arnolpho Lima Filho, conhecido como Liminha, (São Paulo, 5 de maio de 1951) é um produtor musical e ex-baixista da banda Os Mutantes. Ficou em 99° lugar na Lista dos Cem Maiores Artistas da Música Brasileira promovida pela revista Rolling Stone Brasil em outubro de 2008.

## Carreira
Liminha começou a carreira como baixista do grupo Os Mutantes, participando da composição de canções como "Top Top", "Lady Lady" e "A Hora e a Vez do Cabelo Nascer", e gravando os álbuns A Divina Comédia ou Ando Meio Desligado, Jardim Elétrico, Mutantes e Seus Cometas no País do Baurets, Tecnicolor, Hoje É o Primeiro Dia do Resto da Sua Vida (creditado como álbum solo da Rita Lee), e O A e o Z. Saiu do grupo em 1973, se tornando diretor de artistas e repertório da Warner Music Brasil, e começando uma prolífica carreira como produtor. Um de seus parceiros foi Gilberto Gil, com o qual Liminha compôs sucessos como "Vamos Fugir" e "Nos Barracos da Cidade", e financiou Liminha quando este quis fundar o estúdio Nas Nuvens em 1984. Também foi vice-presidente da Sony Music Brasil.
Com os Titãs voltaria a tocar em palcos. Inicialmente foi parte dos músicos de apoio da turnê Acústico MTV entre 1997 e 1998. Quando o grupo decidiu fazer uma turnê celebrando 40 anos reunindo todos os membros ainda vivos em 2023, Liminha foi acrescido como segundo guitarrista, fazendo as partes originalmente executadas pelo falecido Marcelo Fromer. Liminha também tocou na banda de apoio de Paula Toller.
Na produção musical, Liminha trabalhou com nomes como: Ana Carolina, Arnaldo Antunes, As Frenéticas, Barão Vermelho, Blitz, Caetano Veloso, Charlie Brown Jr, Chico Science & Nação Zumbi, Cidade Negra, Daniela Mercury, Ed Motta, Erasmo Carlos, Fernanda Abreu, Fausto Fawcett, Forfun, Frejat, Gabriel o Pensador, Gilberto Gil, Ira!, Jota Quest, Jorge Mautner, Jorge Ben Jor, Kid Abelha, Lobão, Lulu Santos, Marina Lima, Rouge, Natiruts, Os Paralamas do Sucesso, O Rappa, Pedro Luis e a Parede, Ritchie, Skank, Titãs, Ultraje a Rigor, Vanessa da Mata, Paulo Ricardo, Capital Inicial, Biquini Cavadão, entre outros.

## Discografia
- 1970 – A Divina Comédia ou Ando Meio Desligado
- 1970 – Build Up
- 1971 – Jardim Elétrico
- 1972 – Mutantes e Seus Cometas no País do Baurets
- 1972 – Hoje É o Primeiro Dia do Resto da Sua Vida
- 1976 – Há 10 Mil Anos Atrás
- 1976 – Raimundo Fagner
- 1984 – Raça Humana
- 1992 – O A e o Z (gravado em 1973)
- 2000 – Tecnicolor (gravado em 1970)

## Lista de álbuns produzidos (parcial)
- 1977 - Maria Fumaça - (Banda Black Rio)[nota 1]
- 1977 - Frenéticas - (Frenéticas)[6]
- 1978 - Zezé Motta - (Zezé Motta)[7]
- 1979 -  Caia na Gandaia -(Frenéticas)
- 1979 - Guilherme Arantes - (Guilherme Arantes)[8]
- 1980 - Coração Paulista- (Guilherme Arantes)[9]
- 1980 - Oswaldo Montenegro - (Oswaldo Montenegro)
- 1980 - Soltas na Vida' - (Frenéticas)
- 1980 - Babando Lamartine - (Frenéticas)
- 1981 - Roberto Guima - (Roberto Guima)
- 1981 - A Gente Precisa Ver o Luar - (Gilberto Gil)

- 1982 - Um Banda Um - (Gilberto Gil)
- 1981 - Bomba nas Estrelas - (Jorge Mautner)
- 1981 - Asa de Luz - (Oswaldo Montenegro)
- 1982 - Tempos Modernos - (Lulu Santos)
- 1983 - Radioatividade - (Blitz)[10]
- 1983 - O Ritmo do Momento - (Lulu Santos)
- 1983 - Extra - (Gilberto Gil)
- 1983 - Sandra Pera - (Sandra Pera)
- 1984 - E a Vida Continua - (Ritchie)[11]
- 1984 - Magazine - (Magazine)[12]
- 1984 - Raça Humana - (Gilberto Gil)
- 1984 - Quilombo - (Gilberto Gil)
- 1984 - Tudo Azul - (Lulu Santos)
- 1984 - Seu Espião - (Kid Abelha e os Abóboras Selvagens)
- 1985 - Diadorim Noite Neon - (Gilberto Gil)
- 1985 - Nós Vamos Invadir sua Praia - (Ultraje a Rigor)
- 1986 - Heróis da Resistência - (Heróis da Resistência)
- 1986 - Kid Abelha - Ao Vivo - (Kid Abelha)
- 1986 - Selvagem? - (Os Paralamas do Sucesso)
- 1986 - Cabeça Dinossauro - (Titãs)
- 1986 - Vivendo e Não Aprendendo - (Ira!)
- 1987 - Fausto Fawcett e os Robôs Efêmeros - (Fausto Fawcett)[13]

- 1987 - Rock'n Geral - (Barão Vermelho)[14]
- 1987 - Soy Loco Por Ti America - (Gilberto Gil)
- 1987 - Gilberto Gil em Concerto - (Gilberto Gil)
- 1987 - Tomate - (Kid Abelha e os Abóboras Selvagens)
- 1987 - Sexo!! - (Ultraje a Rigor)
- 1987 - Jesus não Tem Dentes no País dos Banguelas - (Titãs)
- 1987 - D - (Os Paralamas do Sucesso)
- 1988 - Dress For Excess - (Sigue Sigue Sputnik)[15]
- 1988 - Religio - (Heróis da Resistência)[16]
- 1988 - Go Back - (Titãs)
- 1989 - Sob o Sol de Parador - (Lobão)
- 1989 - Wander Taffo - (Wander Taffo)[17]
- 1989 - Ben Jor - (Jorge Ben Jor)[18]
- 1989 - Piano Brasileiro - (Marcos Ariel)
- 1989 - Õ Blésq Blom - (Titãs)
- 1991 - Secret Stories - (Full Circle)[19]
- 1991 - Psico Trópico - (Paulo Ricardo)[20]
- 1991 - Marina Lima - (Marina Lima)
- 1991 - Os Grãos - (Os Paralamas do Sucesso)
- 1992 - Ese soy yo - (Emmanuel)
- 1992 - O Canto da Cidade - (Daniela Mercury)
- 1992 - Sweet Insanity - (Brian Wilson)[21]
- 1992 - Parabolicamará - (Gilberto Gil)
- 1993 - Tropicália 2 - (Caetano Veloso & Gilberto Gil)
- 1994 - Da Lama ao Caos - (Chico Science & Nação Zumbi)
- 1994 - Sobre Todas as Forças - (Cidade Negra)[22]
- 1994 - Música de Rua - (Daniela Mercury)
- 1995 - Da Lata - (Fernanda Abreu)[23]
- 1995 - Abrigo - (Marina Lima)
- 1995 - Vamo Batê Lata - (Os Paralamas do Sucesso)
- 1995 - Ninguém - (Arnaldo Antunes)
- 1996 - O Erê - (Cidade Negra)[24]
- 1996 -Eles Não eram nada - (Tantra)
- 1996 - Intimidade - (Zélia Duncan)[25]
- 1996 - Rappa Mundi - (O Rappa)
- 1997 - Alvin - (Alvin L)[26]
- 1997 - Quanta - (Gilberto Gil)
- 1997 - Acústico MTV - (Titãs)
- 1997 - Manual Prático Para Festas, Bailes E Afins - (Ed Motta)
- 1998 - Quanto Mais Curtido Melhor - (Cidade Negra)[27]
- 1998 - Só pra quem tem dinheiro - (Virgulóides)
- 1998 - Volume Dois - (Titãs)
- 1999 - Calendário  - (Lulu Santos)
- 1999 - Nádegas a Declarar - (Gabriel o Pensador)
- 1999 - Povo Brasileiro - (Natiruts)
- 1999 - É Tudo 1 Real - (Pedro Luis e a Parede)
- 2000 - O Som do Sim - (Herbert Vianna)
- 2000 - Entidade Urbana - (Fernanda Abreu)[28]
- 2000 - Enquanto o Mundo Gira - (Cidade Negra)[29]
- 2000 - Maritmo - (Adriana Calcanhoto)
- 2000 - Trilha Sonora - (Gilberto Gil & Cazuza)
- 2001 - Seja Você Mesmo (mas não Seja sempre o Mesmo) - (Gabriel o Pensador)
- 2001 - MTV ao Vivo - (Skank)[30]
- 2002 - Acústico MTV - (Cidade Negra)[31]
- 2002 - Vanessa da Mata - (Vanessa da Mata)
- 2003 - Estampado - (Ana Carolina)[32]
- 2003 - Como Estão Vocês? - (Titãs)
- 2003 - MTV ao Vivo - (Gabriel o Pensador)
- 2003 - Canto Negro - (Ilê Aiyê)
- 2004 - Eletracústico - (Gilberto Gil)
- 2004 - Essa Boneca Tem Manual - (Vanessa da Mata)
- 2005 - Na Pista, etc. - (Djavan)[33]
- 2005 - Hoje - (Os Paralamas do Sucesso)
- 2005 - Teoria Dinâmica Gastativa - (Forfun)
- 2006 - Renato Russo - Uma Celebração - (Coletânea com vários artistas)[34]
- 2006 - Direto ao Vivo - (Cidade Negra)
- 2007 - Feriado - (Celso Fonseca)
- 2008 - Na Laje - (Monica Freire)[35]
- 2008 - Banda Larga Cordel - (Gilberto Gil)
- 2008 - La Plata - (Jota Quest )
- 2009 - Polisenso - (Forfun)
- 2009 - BandaDois - (Gilberto Gil)
- 2009 - Hein? - (Ana Cañas)
- 2009 - Rock 'n' Roll (Erasmo Carlos) - (Erasmo Carlos)
- 2009 - Brasil Afora - (Os Paralamas do Sucesso)
- 2011 - Quinze - (Jota Quest)[36]
- 2011 - Filhos da Judith - (Filhos da Judith)[37]
- 2011 - Sexo - (Erasmo Carlos)
- 2012 - Música Popular Caiçara - (Charlie Brown Jr.)
- 2012 - Acústico MTV - (Arnaldo Antunes)
- 2013 - Love Love - (Tianastácia)
- 2012 - Hei, Afro! - (Cidade Negra)[38]
- 2013 - In Rio - (Bebel Gilberto)[39]
- 2014 - Palafita - (Mariana Volker)[40]
- 2014 - O Tempo Sou Eu - (Carla Gomes)[41]
- 2014 - Segue o Som - (Vanessa da Mata)[42]
- 2014 - EP Viva a Revolução - (Capital Inicial)
- 2014 - Transbordada - (Paula Toller)
- 2014 - Desumanos - (Desumanos)
- 2014 - Suave ao Vivo - (Renegado)
- 2015 - Acústico NYC - (Capital Inicial)
- 2015 - Loucura Total - (Paulinho Moska e Fito Paez)[43]
- 2015 - Rock in Rio 30 Anos - (Coletânea com vários artistas)
- 2016 - Amor Geral - (Fernanda Abreu)
- 2017 - As Voltas que o Mundo Dá - (Biquini Cavadão)[44]